# Uggerslev
Uggerslev er en by på det nordlige Fyn med 351 indbyggere  (2025), beliggende 18 km nord for Odense og 6 km vest for Otterup. Byen ligger i Nordfyns Kommune og hører til Region Syddanmark.
Byen ligger i Uggerslev Sogn. Uggerslev Kirke ligger lidt vest for byen.

## Faciliteter
Den tidligere "Løkkemarkskole" er nu en afdeling af Kystskolen og har 110 elever, fordelt på 0.-6. klassetrin. Efter 6. klasse kan eleverne fortsætte på afdelingen i landsbyen Krogsbølle 7 km nordøst for Uggerslev, hvor der er overbygning. Afdelingen på Løkkemark har desuden SFO til 0.-2. årgang, klub til 3.-6. årgang og børnehave i en landsbyordning.
Uggerslev forsamlingshus har scene og to sale med plads til hhv. 115 og 35 personer.

## Historie

### Uggerslev Skole
Uggerslev skole, der lå på den nuværende Stationsvej 2, blev bygget i 1795 og var Fyns ældste skole, bortset fra rytterskolerne. I 1953 brast loftet sammen, fordi læreren havde oplagret sit korn der. Men i 1956 kunne man indvie Uggerslev-Nørre Højrup centralskole på Løkkemark midt mellem de to landsbyer. Den afløste Nørre Højrup skole (opført 1895), Uggerslev skole og Uggerslev forskole, der var opført på Stationsvej 8 i 1919.

### Uggerslev Mølle
Uggerslev Mølle blev opført i 1880, men brændte. Den nuværende mølle er fra 1900 og blev opført som en tidssvarende mølle, der var selvkrøjende og havde vindrose.

### Jernbanen
Uggerslev havde station på Nordfyenske Jernbane (1882-1966). Stationsbygningen er bevaret på Stationsvej 25. I byen er små stykker af banens tracé bevaret:
- Fra Svinget ad dæmningen mod øst til Uggerslevvej og øst for denne videre i en privat indkørsel.
- Syd for Svinget mod vest til Rolighedsvej.
- Mod vest fra Kræmmergyden.